# Ahmed Madouni
Ahmed Reda Madouni (4 de octubre de 1980) es un futbolista marroquí, aunque nacionalizado argelino. Actualmente juega en el Energie Cottbus de la 3. Liga de Alemania. Se desempeña en todas las posiciones de la defensa.

## Selección nacional
Ha sido internacional con la Selección de fútbol de Argelia, ha jugado 2 partidos internacionales.

## Clubes
| Club               | País     | Año       |
| ------------------ | -------- | --------- |
| Montpellier HSC    | Francia  | 1999-2001 |
| Borussia Dortmund  | Alemania | 2001-2005 |
| Bayer Leverkusen   | Alemania | 2005-2007 |
| Al-Gharafa         | Catar    | 2007-2009 |
| Clermont Foot      | Francia  | 2009-2010 |
| 1. FC Union Berlin | Alemania | 2010-2012 |
| FC Nantes          | Francia  | 2012-2014 |
| Energie Cottbus    | Alemania | 2014-...  |

## Palmarés
Montpellier HSC
- Copa Intertoto: 1999

Borussia Dortmund
- Bundesliga: 2001-02

Al-Gharafa
Liga de Catar: 2007-08